# Mark Ruffalo
Mark Alan Ruffalo (n. 22 noiembrie 1967, Kenosha, Wisconsin, SUA) este un actor, regizor, producător și scenarist american, notabil pentru distincțiile primite de-a lungul carierei sale. A apărut în filme ca Strălucirea eternă a minții neprihănite, Zodiac, Insula Shutter, Copiii sunt bine-mersi, pentru cel din urmă primind o nominalizare la Premiul Oscar pentru cel mai bun actor în rol secundar 2011.

## Biografie
Mark Ruffalo s-a născut în Kenosha, Wisconsin. Părinții săi sunt Marie Rose stilist și designer vestimentar și Frank Lawrence Ruffalo, un proiectant. Ei provin din familii de italieni și francezi. Mark Ruffalo are două surori, Tania și Nicole, dar și un frate, Scott, care a decedat în decembrie 2008. Actorul s-a descris pe sine ca fiind un copil fericit, iar despre adolescență și tinerețe spune că și le-a petrecut în sânul unei familii numeroase și iubitoare. Despre tatăl său mărturisește că a fost un om carismatic, excepțional și triplu campion la  wrestling în liceu. Din acest motiv a fost nevoit să călătorească mult, iar acest lucru l-a întristat. A fost crescut în religia romano-catolică. Anii adolescenței și i-a petrecut în Virginia, pentru că tatăl său lucra acolo în acel moment. După ce a absolvit liceul s-a mutat împreună cu familia sa la San Diego și mai târziu la Los Angeles. A urmat cursurile Conservatorului Stella Adler și este co-fondatorul Companiei de Teatru Orpheus. Aici a scris, regizat și produs mai multe piese. Chiar și așa, și-a petrecut următorii ani din viață, nouă, lucrând ca barman.

## Filmografie

### Film
| An   | Titlu                                 | Rol                            | Note                     |
| ---- | ------------------------------------- | ------------------------------ | ------------------------ |
| 1992 | Rough Trade                           | Hank                           | Scurtmetraj              |
| 1994 | Mirror, Mirror 2: Raven Dance         | Christian                      |                          |
| 1994 | There Goes My Baby                    | J.D.                           |                          |
| 1995 | Mirror, Mirror III: The Voyeur        | Joey                           |                          |
| 1996 | The Destiny of Marty Fine             | Brett                          |                          |
| 1996 | The Dentist                           | Steve Landers                  |                          |
| 1996 | Blood Money                           | Attorney                       |                          |
| 1996 | The Last Big Thing                    | Brent Benedict                 |                          |
| 1998 | Safe Men                              | Frank                          |                          |
| 1998 | 54                                    | Ricko                          |                          |
| 1999 | How Does Anyone Get Old?              | Johnnie                        | Scurtmetraj              |
| 1999 | A Fish in the Bathtub                 | Joel                           |                          |
| 1999 | Ride with the Devil                   | Alf Bowden                     |                          |
| 2000 | You Can Count on Me                   | Terry Prescott                 |                          |
| 2000 | Committed                             | T-Bo                           |                          |
| 2001 | Ultimul castel                        | Yates                          |                          |
| 2001 | Apartment 12                          | Alex                           |                          |
| 2002 | XX/XY                                 | Coles                          |                          |
| 2002 | Windtalkers                           | Private Pappas                 |                          |
| 2003 | My Life Without Me                    | Lee                            |                          |
| 2003 | View from the Top                     | Ted Stewart                    |                          |
| 2003 | In the Cut                            | Detectiv Giovanni A. Malloy    |                          |
| 2004 | We Don't Live Here Anymore            | Jack Linden                    | Și producător executiv   |
| 2004 | Eternal Sunshine of the Spotless Mind | Stan                           |                          |
| 2004 | 13 Going on 30                        | Matt Flamhaff                  |                          |
| 2004 | Collateral                            | Ray Fanning                    |                          |
| 2005 | Just Like Heaven                      | David Abbott                   |                          |
| 2005 | Rumor Has It...                       | Jeff Daly                      |                          |
| 2006 | All the King's Men                    | Adam Stanton                   |                          |
| 2007 | Chicago 10                            | Jerry Rubin (voce)             |                          |
| 2007 | Zodiac                                | Inspector Dave Toschi          |                          |
| 2007 | Reservation Road                      | Dwight Arno                    |                          |
| 2008 | Blindness                             | Doctor                         |                          |
| 2008 | What Doesn't Kill You                 | Brian Reilly                   |                          |
| 2009 | The Brothers Bloom                    | Stephen                        |                          |
| 2009 | Where the Wild Things Are             | Adrian                         |                          |
| 2009 | Sympathy for Delicious                | Joe                            | Și producător și regizor |
| 2010 | The Kids Are All Right                | Paul Hatfield                  |                          |
| 2010 | Shutter Island                        | Chuck Aule/ Dr. Lester Sheehan |                          |
| 2010 | Date Night                            | Brad Sullivan                  |                          |
| 2011 | Margaret                              | Gerald Maretti                 |                          |
| 2012 | The Avengers                          | Dr. Bruce Banner/Hulk          |                          |
| 2013 | Thanks for Sharing                    | Adam                           |                          |
| 2013 | Iron Man 3                            | Dr. Bruce Banner               | Cameo, nemenționat       |
| 2013 | Now You See Me                        | Dylan Rhodes                   |                          |
| 2013 | Begin Again                           | Dan Mulligan                   |                          |
| 2014 | Infinitely Polar Bear                 | Cam Stuart                     | Și producător executiv   |
| 2014 | Foxcatcher                            | Dave Schultz                   |                          |
| 2015 | Avengers: Age of Ultron               | Dr. Bruce Banner/Hulk          |                          |
| 2015 | Spotlight                             | Michael Rezendes               |                          |
| 2016 | Now You See Me 2                      | Dylan Rhodes                   | Post-producție           |

### Televiziune
| An   | Titlu                       | Rol                   | Note                                     |
| ---- | --------------------------- | --------------------- | ---------------------------------------- |
| 1989 | CBS Summer Playhouse        | Michael Dunne         | Episodul: "American Nuclear"             |
| 1994 | Due South                   | Vinnie Webber         | Episodul: "A Cop, a Mountie, and a Baby" |
| 1997 | On the 2nd Day of Christmas | Bert                  | Film TV                                  |
| 1998 | Houdini                     | Theo                  | Film TV                                  |
| 2000 | The Beat                    | Zane Marinelli        | 8 episoade                               |
| 2008 | Penn & Teller: Bullshit!    | Rolul său             | Episodul: "World Peace"                  |
| 2014 | The Normal Heart            | Alexander 'Ned' Weeks | Film TV; și producător executiv          |